# Ján Geleta
Ján Geleta (Partizánske, 13 settembre 1943) è un ex calciatore cecoslovacco, di ruolo centrocampista.

## Carriera

### Nazionale
Debutta in Nazionale l'11 aprile 1964 contro l'Italia (0-0). Gioca altre 18 partite segnando 2 gol fino al 1970.

## Palmarès

### Club
- Campionato cecoslovacco: 2

Dukla Praga: 1963-1964, 1965-1966
- Coppa di Cecoslovacchia: 3

Dukla Praga: 1964-1965, 1965-1966, 1968-1969

### Nazionale
- Argento olimpico: 1

Tokyo 1964

### Individuale
- Calciatore cecoslovacco dell'anno: 1

1967